# Katrine Winkel Holm
Katrine Winkel Holm (født Krarup 21. marts 1970 i Seem) er en dansk teolog og samfundsdebattør.
Hun blev cand.theol. fra Københavns Universitet i 1997.
Katrine Winkel Holm er knyttet til den teologiske bevægelse Tidehverv. Politisk har hun særligt markeret sig som modstander af den såkaldte blasfemiparagraf og som modstander af prostitution. Som reaktion på blandt andet PEN's modstand mod at optage Lars Hedegaard grundlagde hun i efteråret 2004 sammen med denne Trykkefrihedsselskabet, som hun er næstformand for. Hun var i maj 2006 medstifter af Islamkritisk Netværk sammen med teolog Thomas Reinholdt Rasmussen. Hun kalder sig selv kulturkonservativ og mener, at islam er en alvorlig trussel imod den danske kultur.
Winkel Holm har udgivet Det Gamle Testamente som teologisk problem, Og Gud velsignede dem og Rend mig i kødgryderne. Hun har desuden skrevet en lang række artikler i Tidehverv samt læserbreve og kronikker, hun skriver ugentligt i Jyllandsposten. Hun var redaktør for Trykkefrihedsselskabets internet-tidsskrift Sappho.
Siden december 2006 har hun været medlem af DR's bestyrelse og blev genudpeget 2010 og 2015.
Hun er mor til tre og gift med Jonas Winkel Holm, som er speciallæge ved Køge Sygehus. Katrine Winkel Holm er datter af forhenværende folketingsmedlem for Dansk Folkeparti Søren Krarup og har tre søstre: sognepræst Agnete Raahauge (f. 1963), cand.mag. og forhenværende medlem af Folketinget Marie Krarup (Møller) (f. 1965) og cand.mag. og gymnasielærer Inger Krarup Brøgger (f. 1968).